# Autoimagem
A autoimagem (pré-AO 1990: auto-imagem) é a parte descritiva do conhecimento que o indivíduo tem de si próprio, chamado por William James si mesmo (inglês: self). Ou seja é a descrição que a pessoa faz de si mesma. Esse conhecimento tem também uma parte valorativa, que é a autoestima.
O uso da palavra no singular, no entanto, pode levar à ideia enganosa de que cada pessoa tenha apenas uma autoimagem (e uma autoestima). Na verdade esses dois conceitos são antes contexto específicos e uma pessoa pode ter uma imagem de si como um grande matemático e ao mesmo tempo como um esportista fracassado. Além disso Kanning diferencia entre a autoimagem individual, que se relaciona às características que fazem a pessoa ser única, a autoimagem coletiva, que são as informações sobre a pertinência aos diferentes grupos sociais de que o indivíduo faz parte, e as autoimagens potenciais, ou seja, a imagem que a pessoa tem de si no futuro. Assim fica claro que a autoimagem e a auto estima são mutáveis - e dessa forma também o "si mesmo". Grande parte da autoimagem é construída na infância, mas mesmo na idade adulta, quando ela já se estabilizou, permanece um conceito dinâmico. Esse caráter dinâmico do si mesmo é condição básica para a psicoterapia.